# Corts de Barcelona (1599)

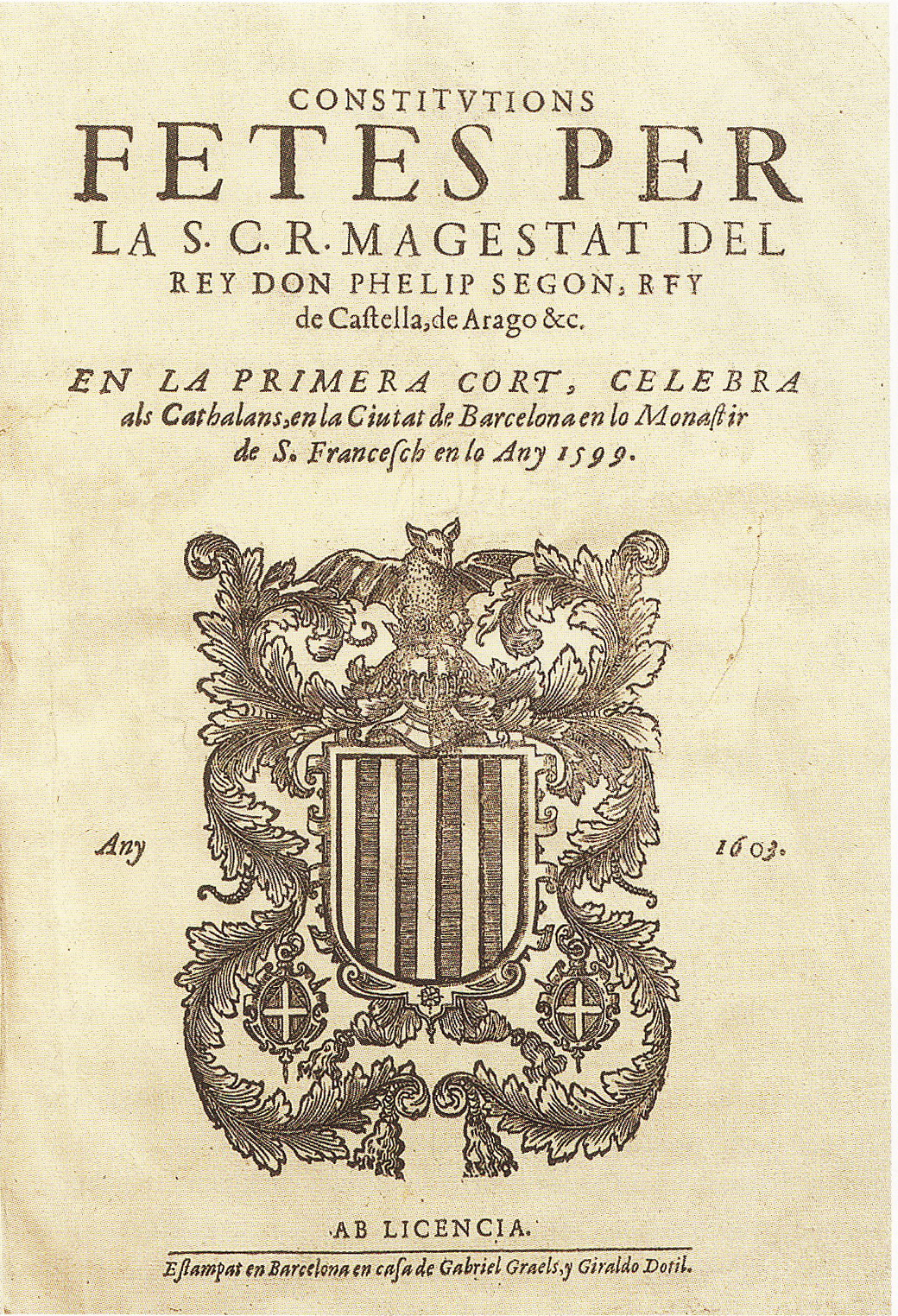
Publicació de les Constitucions de 1599, impresa el 1603

Les Corts de Barcelona de 1599 van ser presidides pel rei Felip II d'Aragó. Era President de la Generalitat en Jaume Cordelles i Oms. Eren les primeres Corts de Felip II i venien precedides pels incidents dels anys 1590, en temps de Felip I, en què els enfrontaments entre la Generalitat i el virrei Pere Lluís Galceran de Borja i de Castre-Pinós varen acabar amb la persecució i exili del diputat militar Joan Granollacs i Pons, amb una pràctica suspensió de la Constitució de l'Observança i amb una intervenció reial del procés d'insaculació. El nou rei va venir a Barcelona amb la intenció de millorar les relacions, però apareixen punts històricament conflictius sobre els que no es va arribar a cap acord i, finalment, les Corts es varen tancar en fals. Així, mentre que el rei va acceptar la regulació de la Inquisició -reclamada feia més d'un segle- i la concessió de galeres per defensar la costa, no va haver-hi acord per a apujar el salari als jutges de la reial audiència, ni sobre el dret del cavallers a portar armes.

## Els acords
El secretari de les corts fou Pere Franquesa i Esteve. S'acordà la creació d'un nou impost, el dret de galeres, a fi de recaptar finançament per a la construcció específica de vaixells de guerra. S'aplicava sobre diversos productes com naips, cuirs i mercaderies estipulades als capítols de concessió. Per contra va quedar en suspens la intenció de cobrar el quint, cinquena part dels ingressos dels municipis, tot i que a partir del 1611 amb el nou virrei es començarà a cobrar l'impost.
S'acordà que la Diputació armés dues galeres per defensar les costes catalanes (però aviat es va trobar que la Capitania General les utilitzava per al transport de tropes a Itàlia i van acabar quedant preses a mans dels algerians).
Es considerà l'afer de l'assassinat de l'escuder Marc-Antoni Forner, occit al castell de Salses pel prior Hernando de Toledo, lloctinent del capità general de Catalunya. Per la renúncia del seu nebot Honorat Riu i Tord a tota reclamació, les corts votaren una concessió de 800 lliures per a misses i la petició al rei d'un títol de noblesa per a Riu.
En el terreny jurídic:
- Es va acordar donar preferència als doctors i batxillers que haguessin donat classe o residit almenys sis anys a la Universitat de Lleida a l'hora d'optar per una plaça al Consell Reial i altres oficis.[5]

- Es va posar als notaris l'obligatorietat de conèixer a les persones que fessin de testimoni i a no donar per vàlids els actes que no tinguessin la solemnitat precisa.[6]

- S'estableix de forma clara un criteri de prelació de la legislació: - Drets locals, escrits o no - Dret territorial (Usatges, Constitucions i Capítols) - Dret Canònic - Dret Civil (entenent aquí el Dret Comú)

- A presentació d'un greuge de Joan Granollacs, perseguit el 1590 i ara perdonat, es va declarar la immunitat dels diputats en actuacions relatives a la Generalitat.

Però probablement el contingut de major importància, tot i que no es va aplicar com ja havia passat amb la Constitució de l'Observança, va ser la declaració de protecció de la legalitat vigent aprovada en Corts:
| «          | Per quant les Constitucions de Catalunya, capítols i actes de Corts, no es poden fer sinó en Corts Generals, i sigui de justícia que les coses es desfacin amb la mateixa solemnitat que són fetes, per tant estatuïm i ordenem que les Constitucions de Catalunya, Capítols i Actes de Corts, no puguin ésser revocades, alterades ni suspeses, sinó en Corts Generals, i que si es fa contrari, no tingui cap força ni valor. | » |
| — Felip II | |   |

## Final accidentat
Acabades les Corts, Felip II va marxar sense signar les constitucions, i quan les va remetre signades, havia modificat algun capítol. En concret s'alteraven les funcions del virrei i es prohibia l'ús dels pedrenyals. Aquest gest va recordar els esdeveniments similars ocorreguts al final de les Corts de Montsó anteriors i va indignar als diputats i va engegar una agra disputa entre el jurista Antoni Olibà i el virrei, Lorenzo Suárez de Figueroa y Córdoba, Duc de Feria, qui va engarjolar als que protestaven. Finalment, el rei va destituir al virrei i va posar al seu lloc un home de consens, l'arquebisbe de Tarragona, Joan Terès i Borrull.

## Assistents

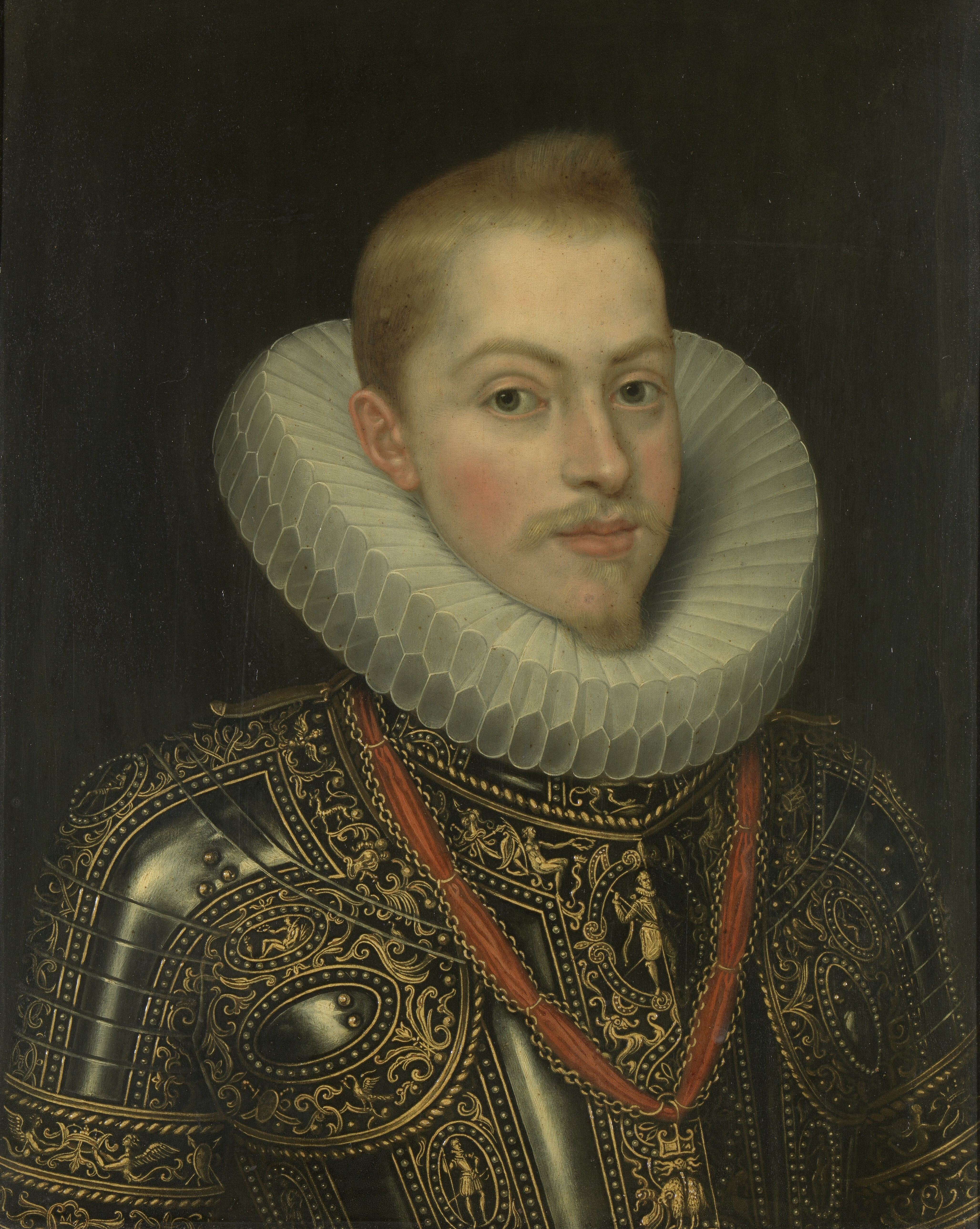
Felip III de Castella

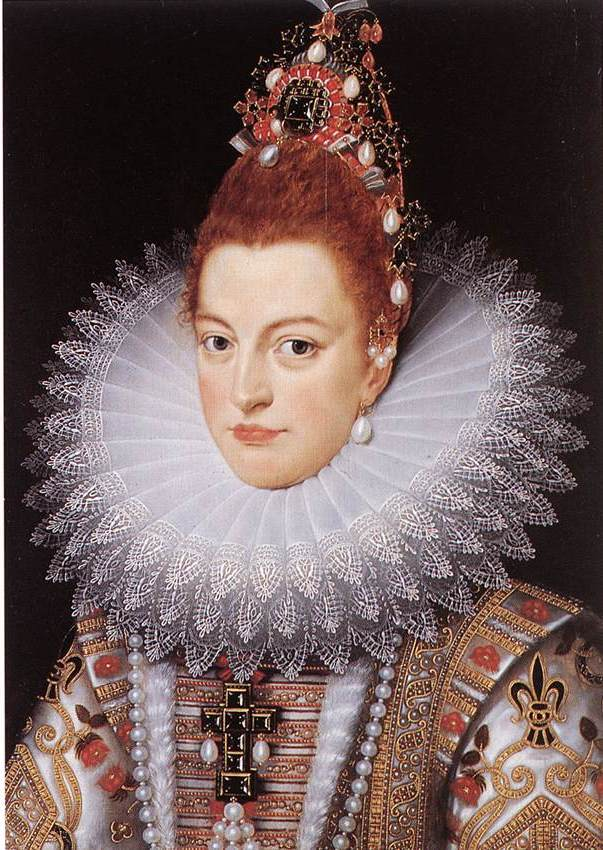
Isabel Clara Eugènia d'Espanya

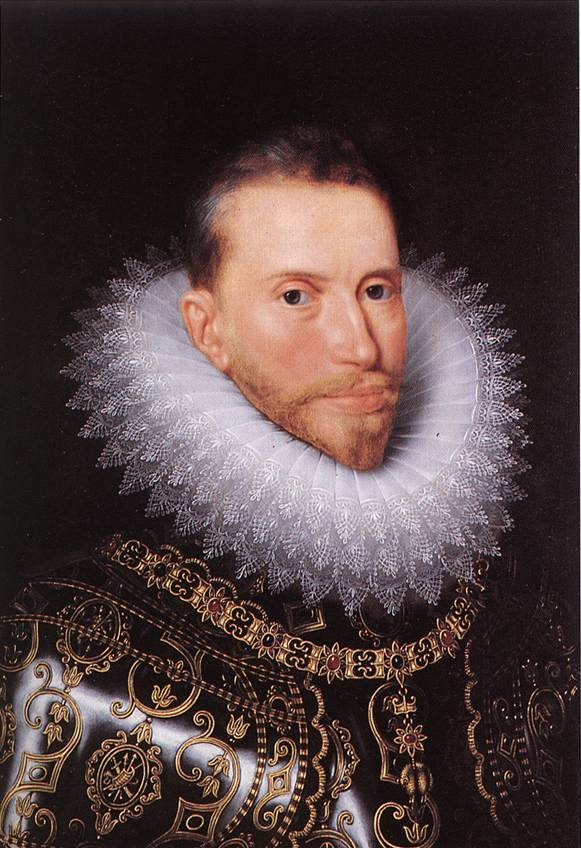
Albert VII d'Àustria

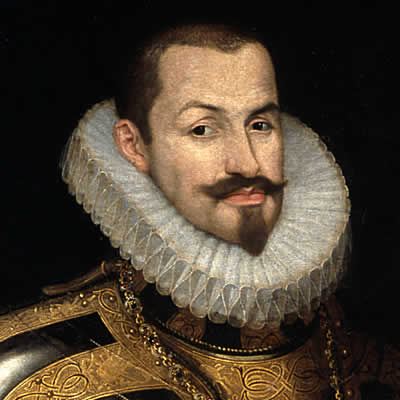
Francisco Gómez de Sandoval-Rojas y de Borja

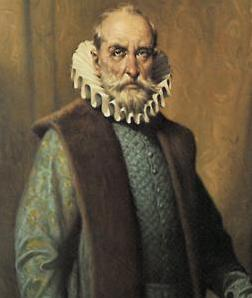
Lluís de Peguera

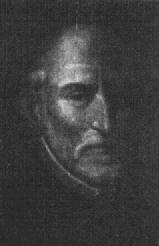
Joan Terès i Borrull

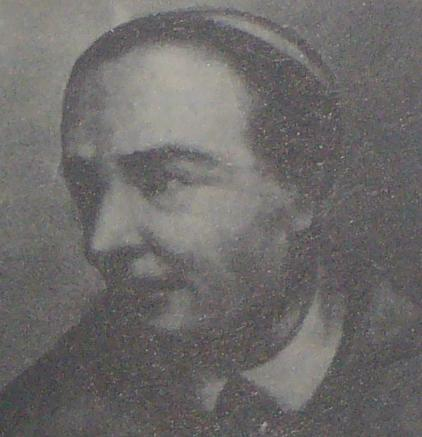
Francesc Robuster i Sala

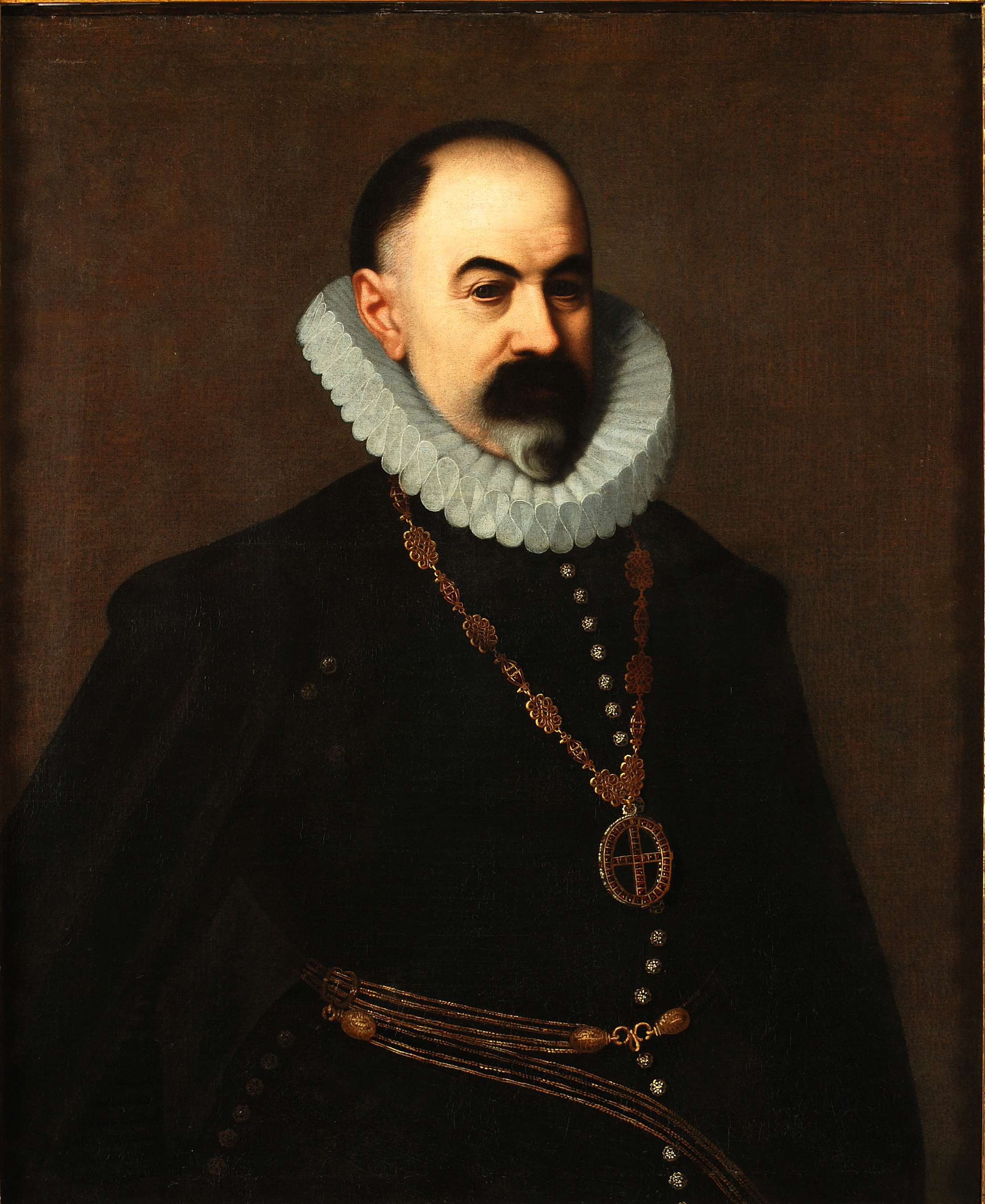
Pere Franquesa i Esteve

En la sessió hi atengueren les següents personalitats conegudes:

### Braç Reial
President de les Corts
- Felip II (III de Castella)

President del Braç Reial
- - Pere Benet Soler, Conseller en Cap

Representants del Braç Reial
- Isabel Clara Eugènia d'Espanya, Governadora dels Països Baixos, duquessa de Brabant, Limburg i Luxemburg i comtessa de Flandes, Artois i Borgonya
- Albert VII d'Àustria, Governador dels Països Baixos
- Maria d'Espanya, emperadriu romanogermànica
- Francisco Gómez de Sandoval-Rojas y de Borja, duc de Lerma i gran d'Espanya
- Jeroni Argensola i Montrodon, governador dels comtats del Rosselló i Cerdanya
- Joan Castelló i Guardiola, advocat fiscal patrimonial del Principat de Catalunya
- Diego Covarrubias y Sanz, ministre del Consell d'Estat d'Espanya
- Gerónimo Gassol y Romero, protonotari del Consell d'Aragó
- M. Montserrat Guardiola i Terrades, regent del Consell d'Aragó
- Joan Icart i Agustí, batlle general del Principat de Catalunya
- Gabriel Llupià i Saragossa, procurador reial dels comtats del Rosselló i Cerdanya
- Josep Mur, regent de la Cancelleria del Principat de Catalunya
- Lluís de Peguera, oïdor de l'Audiència de Catalunya
- Rafael de Rovirola, canceller del Principat de Catalunya
- Joan de Sabater, regent del Consell d'Aragó

### Braç eclesiàstic
President del braç eclesiàstic
- Joan Terès i Borrull, arquebisbe de Tarragona

Diputats del braç eclesiàstic
- Miquel d'Aimeric i de Codina, abat de Sant Cugat del Vallès
- Dionís Babau i Vilafranca, canonge de Lleida
- Rafael Batlle i Maler, vicari general del bisbat d'Elna
- Joan Boscà, abat de Santa Maria d'Amer
- Andreu Capella, bisbe d'Urgell
- Francesc Caralps, abat de Sant Pere de Rodes
- Bernat de Cardona i de Queralt, abat de Sant Miquel de Cuixà
- Juli Cordelles i Oms, oïdor pel Braç Eclesiàstic de la Generalitat (germà del 79è president de la Generalitat de Catalunya, Jaume Cordelles i Oms)
- Alfons Cruïlles, abat de Vallbona
- Miquel Ferrer de Busquets, canonge de Barcelona
- Josep de Ferrús, canonge de Solsona
- Ferran Fiveller i Soldevila, oïdor pel Braç Eclesiàstic de la Generalitat de Catalunya (fill del Conseller en Cap de Barcelona, Bernat Miquel Fiveller i Miquel)
- Jaume Font, abat de Santa Maria de Lavaix
- Pere Fontanella, abat de Santa Maria de Bellpuig de les Avellanes
- Benet Fontanella i Garraver, abat de Sant Pere de Besalú
- Francesc Garraver, abat de Sant Pere de Besalú
- Adrià Maymó i Destorrent, prior de Catalunya
- Bartomeu Montagut de Vallgornera i Setantí, abat de Sant Esteve de Banyoles
- Pere Nogués, abat de Santa Maria de Santes Creus
- Francesc Olivó d'Alvèrnia i Mercer de Jorba, abat de Sant Llorenç de Munt
- Cristòfor Queralt i Icart, canonge de Tarragona
- Francesc Robuster i Sala, bisbe de Vic
- Onofre de Reart, bisbe d'Elna
- Francesc Russinyol, abat de Sant Pau del Camp i de Sant Pere de la Portella
- Lluís Sanç i Manegat, bisbe de Solsona
- Francesc de Sentjust i de Castre, abat d'Arles
- Joan Tarròs, abat de Poblet
- Pere Tomàs, canonge de Girona
- Francesc Jeroni Tord i Peguera, abat de Sant Pere de Camprodon
- Juan Valenzuela, abat de Sant Feliu de Guíxols
- Juan Valero, prior de la Cartoixa d'Escaladei

### Braç Militar
President del Braç Militar
- Diego de Aragón Folch de Cardona Olim Fernández de Córdoba, duc de Cardona i Sogorb, marquès de Comares, gran d'Espanya

Diputats del Braç Militar
- Rafael de Agullana y Sarriera Gurb, cavaller de Sant Jaume
- Alexandre Albert i Estanybó, senyor de Pontellà
- Jeroni d'Alentorn i de Botella, senyor de Seró i de la Donzell d'Urgell (fill del diputat i bandoler Onofre d'Alentorn i d'Oms, i germà del 82è president de la Generalitat de Catalunya, Onofre d'Alentorn i de Botella, i del diputat i bandoler Alexandre d'Alentorn i de Botella)
- Pau Altarriba i Trilles, senyor d'Alta-riba
- Joan Pau Amat i Sant Just, senyor de Çavall
- Miquel Joan Amat i Palau, cavaller
- Enric Amat de Palou i d'Olorde i Amat, cavaller
- Joan d'Ança i de Luna Bellera, baró de Cervelló i Bellera
- Jeroni Armengol i Cardona, senyor de Rocafort de Montagut i de Selmella
- Lleonard Aunés i Merella, cavaller
- Jordi Aymerich, noble
- Bernat Aymerich i Codina, senyor de Vallformosa i de Vallhonesta
- Francesc Jeroni Babau i Vilafranca, cavaller
- Galceran Barceló i Navés, senyor de Montgons
- Antic Barutell i Montagut, senyor de Bestracà i d'Oix
- Pere Pau Belloch i Palau, cavaller
- Jaume Belloch i Palau, cavaller
- Pere Bellver i Montrós, cavaller
- Joan de Castellbell, oïdor del Braç Militar (posteriorment empresonat a ordres del virrei)
- Joan de Vilanova Tragó (posteriorment empresonat a ordres del virrei)
- Joan Francesc Vilamala de Conangles
- Etc. etc.

### Administració catalana
- Jaume Cordelles i Oms, 79è president de la Generalitat de Catalunya
- Pere Franquesa i Esteve, secretari de les Corts i conservador general de la Corona d'Aragó
- Francesc Sescases, jutge de la cort (posteriorment empresonat a ordres del virrei)
- Felip de Sorribes, veguer de Barcelona (posteriorment empresonat a ordres del virrei)

### Nomenaments nobiliaris
Títol de comte
- de Rocabertí i de Pacs, Francesc Jofre

Privilegis de noble
- d'Amat i Desfar de Gravalosa, Miquel Joan (pare de Gispert d'Amat i Desbosc de Sant Vicenç)
- d'Amat i Desfar de Gravalosa, Francesc (oncle de Gispert d'Amat i Desbosc de Sant Vicenç)
- d'Amat Olim Descar de Gravalosa i Cordelles, Elisabet
- d'Amat Olim Ses Cases, Mariana
- Argensola i Montrodon, Jeroni
- Argensola i Montrodon, Francesc
- Argensola Copons i Espès, Onofre
- Armengol i Cardona, Jeroni
- Armengol i Cardona, Ferran
- Aunés i Tragó, Nuri Joan
- Bellver i Montroig, Joan
- Bellver i Montroig, Pere
- Biure i Montserrat, Rafael Joan
- Biure i Montserrat, Gaspar
- Boixadors i Lull, Lluís
- Calders i Gilabert, Miquel Jeroni
- Camps i Meca, Jaume
- Castellbell i Moliner, Josep
- Claramunt i Cassador, Joan
- Codina i Rossell, Pere Bernat
- Copons i Calders, Joan Francesc
- Copons i Malet, Felip
- Cordelles i Oms, Alexandre (germà del 79è president de la Generalitat Jaume Cordelles i Oms)
- Cruïlles i Terrades, Benet
- Cruïlles i Terrades, Francesc
- Cruïlles i Terrades, Joan
- Descamps i Modaguer, Lluís
- Descamps i Modaguer, Joan
- Descatllar i Cardona, Lluís
- Desclergues i Cortes, Jeroni[12]
- Falcó i Soldevila, Miquel Baptista
- Ferran i Ses Cases, Joan Antoni
- Ferrera i Cordelles, Felip
- Ferrera i Cordelles, Miquel
- Ferrera i Cordelles, Josep
- Fluvià Torrelles i Pol, Benet Joan
- Franquesa i Esteve, Jaume Pau (germà del secretari de les Corts Pere Franquesa i Esteve)
- Grimau i Vivers, Francesc
- Guardiola i Terrades, Miquel Montserrat
- Guilla i Oluja, Alemany
- Ivorra i Olzinelles, Guillem
- Junyent i Sapila, Francesc
- Junyent i Erill, Gervasi
- Lihori i Tersà, Dionís
- Macip, Bernat
- Mahull i Cervelló, Berenguer
- Monsuar Arinyó i Albanell, Marc Antoni
- Monsuar Arinyó i Albanell, Francesc
- Montoloiu i Ros, Francesc
- Mur, Josep
- Olives i Terès, Epifani (nebot de l'arquebisbe de Tarragona Joan Terès i Borrull)
- Olivó d'Alvèrnia i Sacirera, Carles
- Olivó i Mercer de Jorba, Gaspar
- Olmera i Cruïlles Puigpardines, Joan
- Oluja i Meca, Galceran
- Pons i Cerdans, Carles
- Pons i Guilla, Guillem Raimon
- Quarteroni, Daniel
- de Queralt i d'Eroles, Lluís
- de Queralt i Erill, Joan
- Quintana, Josep
- Reguer, Francesc
- Robles y de León, Álvaro
- Roger de Llúria i Oluja, Lluís
- Roger i Vallseca, Felip
- Sabater, Joan
- Sacosta i Guilla, Gaspar
- Sagarriga i Icart, Francesc
- Saportella i Anfós, Jeroni
- Sunyer i Roger, Guillem
- Tamarit i Rifós, Miquel
- Taquí i Oms, Francesc
- Tord i Riembau, Miquel
- Torres i Vendrell, Jeroni
- Torres Aragó i Pelegrí, Bernardí

Privilegis de cavaller
- Folcràs, Joan Pau
- Fonoll, Joan Pau
- Freixa i Caltellví, Miquel
- Frígola i Albert, Antoni
- Gelpí, Pere Miquel Marc
- Gorchs, Joan Antoni
- Graell, Gaspar
- Janer, Martí Joan
- Janer, Joan Gaspar
- Jordà, Jaume
- Jordà, Onofre Cristòfor
- Lluch, Jeroni
- Maduxer, Josep
- Mitjavila, Francesc
- Molera, Gaspar
- Montalt, Francesc
- Montaner, Hug
- Montserrat i Gomar, Damià
- Moradell i Fogasot, Pau
- Morer de Toses, Joan
- Mur, Josep
- Negroto, Ambrosio
- Negroto, Girolamo
- Negroto, Giacomo
- Negroto, Giovanni
- Olives i Terès, Epifani (nebot de l'arquebisbe de Tarragona Joan Terès i Borrull)
- Olzina i Cotxa, Gabriel
- Olzina y Pedrolo, Miguel Francisco
- Oms i Biure, Miquel
- Osset i Castellví, Lluís
- Paratge i Bellfort, Segimon
- Polit, Agustí
- Pons i Almar, Jeroni
- Puiggener, Miquel
- Ramera, Francesc
- Riu i Tord, Honorat
- Rolland, Michel
- Rossell, Jeroni
- Rubí i Coll, Rafael
- Rubió, Jeroni
- Sala, Jaume (nebot del bisbe de Vic, Francesc Robuster i Sala)
- Sala i de la Martrira, Miquel
- Saporta i Munyós, Climent
- Saporta i Soldevila, Miquel
- Serra, Joan Pau
- Pere Benet Soler (Conseller en Cap)
- Taverner i Palau, Bernat
- Terreros, Miguel
- Valencià, Francesc Pere
- Vilalta, Antoni
- Vilaseca, Pere Jaume
- Vilella, Joan

Privilegis de ciutadans i burgesos honrats
- Astor, Josep Francesc (nebot del vicari general de Tarragona, Antoni Joan Astor)
- Bassols, Rafael
- Bonanat, Josep
- Brémond, Pierre Antoine
- Brossa, Joan Francesc
- Bru, Jaume
- Cadarset, Pere
- Camprodon i Camprodon, Antich
- Carbonell i Trinyach, Josep
- Llobera i Roger, Lluís
- Llobet, Onofre
- Manyalich, Jaume
- Masdemunt i Janer, Rafael
- Montalt, Pere
- Montaner i Sabater, Felip Dimes
- Montaner, Rafael
- Montserrat i Gomar, Damià
- Oliva, Rafael
- Oriol i Montlleó, Joan Baptista
- Palau, Joan Arnau
- Parrinet, Pierre Jean
- Pasqual i Alenyà Cadell, Jaume
- Paulet, Jaume Antoni
- Paulet i Mates, Joan Lluís
- Pedró, Nicolau
- Pellisser, Bernat
- Pellisser, Francesc
- Pi, Gaspar
- Piferrer, Damià
- Puig, Jaume
- Reart, André
- Reart, Jean François
- Ribes, Pere
- Riu i Ballaró, Jaume
- Riu i Canta, Rafael
- Rovira, Maximilià
- Sabater, Onofre
- Sala, Andreu
- Serragut, Antoni
- Serra Arnau, Jeroni
- Solà, Bernat
- Terrena i Maler, Gaspar
- Torres, Rafael
- Tria de Renuy, Joan
- Trinyach i Oms, Antoni
- Trinyach, Jeroni
- Trinyach, Francesc
- Tristany, Jaume
- Verdet, Joan Hug
- Vilaseca i Xammar, Galceran

Hàbits dels ordes militars
- Gerónimo Albanell Llull Girón de Rebolledo Soler
- Joan Boixadors Pachs Erill Burgès